# Acanthophyes rarus
Acanthophyes rarus är en insektsart som beskrevs av Capener 1972. Acanthophyes rarus ingår i släktet Acanthophyes och familjen hornstritar. Inga underarter finns listade i Catalogue of Life.